# 明炬
明炬（1968年2月—），男，汉族，黑龙江哈尔滨人，中华人民共和国政治人物。现任重庆市科学技术局党委书记、局长。第十四届全国政协委员。